# 8º Corpo meccanizzato delle guardie
L'8º Corpo meccanizzato delle guardie (in russo: 8-й гвардейский механизированный корпус) era una formazione meccanizzata dell'Armata Rossa costituita, in origine con la denominazione di 3º Corpo meccanizzato, nel settembre 1942, che partecipò con distinzione a numerose battaglie e campagne di guerra nel settore meridionale del fronte orientale durante la seconda guerra mondiale.
L'unità meccanizzata venne costituita nel settembre 1942 attraverso la trasformazione e il rafforzamento dell'originario 8º Corpo corazzato che, affrettatamento impiegato dal maggio 1942, non aveva ottenuto alcun successo sul fronte di Mosca.  La nuova unità meccanizzata, potenziata con nuovi mezzi, entrò in azione per la prima volta nel corso della difficile operazione Marte del novembre 1942. Dopo le difficoltà iniziali il corpo meccanizzato, assegnato alla nuova 1ª Armata corazzata delle guardie, ebbe modo di distinguersi nella micidiale battaglia di Kursk e nella successiva Quarta battaglia di Char'kov dell'agosto 1943.
Stalin e lo Stavka riconobbero i successi del 3º Corpo meccanizzato che quindi, il 23 ottobre 1943 ottenne il prestigioso riconoscimento di unità delle guardie e cambiò denominazione, divenendo 8º Corpo meccanizzato delle guardie. Nell'ultima parte della guerra sul fronte orientale, il corpo, rafforzato da mezzi meccanici sempre più potenti, ottenne una serie di brillanti successi partecipando alle vittoriose campagne per la liberazione dell'Ucraina e della Polonia, entrando quindi in Germania e terminando il suo impiego bellico con la battaglia di Berlino.
Dopo la fine della guerra l'8º Corpo meccanizzato delle guardie rimase schierato in Germania, entrando a far parte del Gruppo di forze sovietiche in Germania con la nuova denominazione di 8ª Divisione corazzata delle guardie. Nel 1957 venne invece ridenominato 20ª Divisione fucilieri motorizzata delle guardie, rimanendo in Germania Orientale fino alla fine della guerra fredda nel 1990.

## Storia

### Costituzione e trasformazione
Nel quadro del grande programma di ricostituzione delle forze meccanizzate, sviluppato dal comando dell'Armata Rossa nella primavera del 1942 dopo la catastrofica distruzione delle originarie formazioni mobili sovietiche nel corso dei mesi iniziali dell'operazione Barbarossa, nel mese di maggio 1942 venne costituito nel distretto militare di Mosca l'8º Corpo corazzato che, organizzato con tre brigate di carri armati e una brigata motorizzata, venne rapidamente assegnato, dopo un programma accelerato di addestramento, al Fronte Occidentale, impegnato nel settore a ovest della capitale dopo la fine della battaglia di Mosca. L'8º Corpo corazzato venne impegnato in azione all'inizio di agosto 1942; equipaggiato in totale con 169 carri armati, tra cui 24 carri pesanti KV 1 e 46 carri medi T-34, prese parte alla difficile offensiva sovietica nel settore di Ržev che, di fronte alle potenti posizioni fortificate tedesche, si concluse con un grave fallimento e pesanti perdite; l'8º Corpo corazzato non ottenne alcun successo e perse la gran parte dei suoi mezzi meccanizzati. L'8º Corpo corazzato dovette quindi essere ritarato dalla prima linea, e a settembre 1942 venne trasferito nella regione di Kalinin dove in pratica venne sciolto: le sue tre brigate originarie vennero riassegnate ad altre formazioni, mentre il quartier generale rimase in attività.
Dopo le pesanti sconfitte dei nuovi corpi corazzati sovietici nelle battaglie della primavera-estate 1942, l'alto comando dello Stavka aveva deciso una profonda riorganizzazione delle sue forze mobili, iniziando a costituire i nuovi Corpi meccanizzati, equipaggiati con un maggior numero di carri armati e soprattutto rinforzati da numerosi reparti di fanteria motorizzata e di artiglieria per formare unità mobili più equlibrate e potenti in grado di competere con le micidiali Panzerdivision tedesche. Nel mese di settembre 1942 vennero quindi costituiti i primi cinque nuovi corpi meccanizzati dell'Armata Rossa, tra cui, il 18 settembre a Kalinin, il 3º Corpo meccanizzato, organizzato con il quartier generale del disciolto 8º Corpo corazzato e tre brigate corazzate, tra cui la famosa 1ª Brigata corazzata delle guardie che era stata la prima unità di carri sovietica insignita del titolo onorifico di unità delle guardie. Il comando del nuovo corpo meccanizzato venne assegnato all'esperto generale Michail Efimovič Katukov, che si era distinto alla guida di unità corazzate durante la battaglia di Mosca. In realtà il 3º Corpo meccanizzato venne rapidamente riorganizzato con l'assegnazione di tre nuove brigate maccanizzate, oltre a due brigate corazzate, prima di essere assegnato ad ottobre 1942 alla 22ª Armata, schierata sul fronte di Ržev per partecipare alla cosiddetta operazione Marte, la grande offensiva prevista in quel settore dall'alto comando sovietico.
L'operazione Marte, iniziata il 25 novembre 1942, si concluse entro poche settimane con un nuovo sanguinoso fallimento per l'Armata Rossa; le unità corazzate sovietiche vennero decimate subendo perdite elevatissime; il 3º Corpo meccanizzato, al comando del generale Katukov ed equipaggiato con oltre 200 mezzi corazzati moderni, in realtà ottenne alcuni successi iniziali e riuscì ad avanzare in profondità lungo la valle del fiume Lučosa in direzione di Belyj dove avrebbe dovuto entrare in contatto con altre forze sovietiche provenienti da est. Ma ben presto i sovietici vennero fermati e il corpo meccanizzato del generale Katukov, rimasto isolato in avanti, venne contrattaccato dalla Panzergrenadier-Division Großdeutschland e dalla 14. Panzergrenadier-Division; il 3º corpo dovette quindi ripiegare sulle posizioni di partenza e perse circa il 75% dei suoi mezzi meccanizzati.

### Da Kursk a Berlino
Dopo il fallimento dell'offensiva sovietica sul fronte di Ržev, l'alto comando riorganizzò ancora una volta le sue forze mobili iniziando a costituire nel gennaio-febbraio 1943 le nuove armate corazzate, organizzate raggruppando uno o due corpi corazzati e un corpo meccanizzato; il 3º Corpo meccanizzato venne riequipaggiato e assegnato alla 1ª Armata corazzaa di cui prese il comando il generale Katukov, che cedette il comando del corpo meccanizzato al generale Semën Krivošein. La nuova formazione nei piani dello Stavka avrebbe dovuto essere impegnata in blocco per una nuova offensiva invernale in direzione di Demjansk, ma, a causa dei pericolosi sviluppi della controffensiva tedesca di marzo 1943 nel settore di Char'kov, dovette invece essere precipitosamente trasferita verso sud per prendere posizione a nord di Belgorod e bloccare ulteriori avanzate tedesche in direzione di Kursk.

## Ordine di battaglia
1943: Kursk e Quarta battaglia di Char'kov (3º Corpo meccanizzato)
- Quartier generale
- 1. Brigata meccanizzata
  - XIV reggimento carri
  - I battaglione fucilieri
  - II battaglione fucilieri
  - III battaglione fucilieri
- 3. Brigata meccanizzata
  - XVI reggimento carri
  - I battaglione fucilieri
  - II battaglione fucilieri
  - III battaglione fucilieri
- 10. Brigata meccanizzata
  - XVII reggimento carri
  - I battaglione fucilieri
  - II battaglione fucilieri
  - III battaglione fucilieri
- 1. Brigata corazzata delle guardie
  - I battaglione corazzato
  - II battaglione corazzato
  - III battaglione corazzato
  - IX battaglione fucilieri motorizzati delle guardie
- 49. Brigata corazzata
  - II battaglione corazzato
  - ILIX battaglione corazzato
  - ILIX battaglione fucilieri motorizzati
- 35º reggimento anticarro
- 265º reggimento mortai
- 1707º reggimento antiaereo
- 756º battaglione anticarro
- 58º battaglione motociclisti
- 405º reggimento mortai delle guardie (razzi Katjusa)

1944: Offensiva Leopoli-Sandomierz (8º Corpo meccanizzato delle guardie)
- Quartier generale
- 19. Brigata meccanizzata delle guardie (ex-1. Brigata meccanizzata)
  - LXVII reggimento carri delle guardie
  - I battaglione fucilieri
  - II battaglione fucilieri
  - III battaglione fucilieri
- 20. Brigata meccanizzata delle guardie (ex-3. Brigata meccanizzata)
  - LXVIII reggimento carri delle guardie
  - I battaglione fucilieri
  - II battaglione fucilieri
  - III battaglione fucilieri
- 21. Brigata meccanizzata delle guardie (ex-10. Brigata meccanizzata)
  - LXIX reggimento carri delle guardie
  - I battaglione fucilieri
  - II battaglione fucilieri
  - III battaglione fucilieri
- 1. Brigata corazzata delle guardie
  - I battaglione corazzato
  - II battaglione corazzato
  - III battaglione corazzato
  - IX battaglione fucilieri motorizzati delle guardie
- 354º reggimento semoventi pesanti delle guardie (SU-152)
- 400º reggimento semoventi delle guardie (SU-85)
- 358º reggimento artiglieria antiaerea delle guardie
- 353º battaglione anticarro delle guardie
- 8º battaglione motociclisti delle guardie
- 405º reggimento mortai delle guardie (razzi Katjusa)
- 27º battaglione del genio delle guardie

1945: Battaglia di Berlino (8º Corpo meccanizzato delle guardie)
- Quartier generale
- 19. Brigata meccanizzata delle guardie (ex-1. Brigata meccanizzata)
  - LXVII reggimento carri delle guardie
  - I battaglione fucilieri
  - II battaglione fucilieri
  - III battaglione fucilieri
- 20. Brigata meccanizzata delle guardie (ex-3. Brigata meccanizzata)
  - LXVIII reggimento carri delle guardie
  - I battaglione fucilieri
  - II battaglione fucilieri
  - III battaglione fucilieri
- 21. Brigata meccanizzata delle guardie (ex-10. Brigata meccanizzata)
  - LXIX reggimento carri delle guardie
  - I battaglione fucilieri
  - II battaglione fucilieri
  - III battaglione fucilieri
- 1. Brigata corazzata delle guardie
  - I battaglione corazzato
  - II battaglione corazzato
  - III battaglione corazzato
  - IX battaglione fucilieri motorizzati delle guardie
- 48º reggimento carri pesanti delle guardie (JS II)
- 353º reggimento semoventi delle guardie (SU-76)
- 400º reggimento semoventi delle guardie (SU-100)
- 265º reggimento mortai delle guardie
- 405º battaglione mortai delle guardie (razzi Katjusa)
- 358º reggimento artiglieria antiaerea delle guardie
- 8º battaglione motociclisti delle guardie
- 27º battaglione del genio delle guardie